# Gökhan Özen
Gökhan Özen est un chanteur de pop turc né le 29 novembre 1979 à Ankara.

## Biographie
En 1986, il commence à suivre des cours de chant dans le chœur polyphonique de l'opéra et ballet d'État d'Ankara. Après le lycée, il fait des études d'économie et d'administration à la Yıldız Teknik Üniversitesi.
Après plusieurs concerts, il sort son premier album Özelsin (vous êtes spécial) en 2000, qui devient un hit.
Son quatrième album, Aslinda, sort en 2004 et son maxi single Kalbim Seninle (mon cœur est avec toi) en 2005. Il participe à une série Sevda Cicegi dans laquelle il joue le rôle principal en 2006. Il joue aussi le rôle principal dans la série Yalan Dünya.

## Discographie
- 2000 : Özelsin
- 2001 : Duman Gözlüm
- 2003 : Civciv
- 2004 : Aslında
- 2007 : Resimler & Hayaller
- 2008 : Bize Aşk Lazım
- 2009 : Başka
- 2013 : Milyoner
- 2015 : Maske